# Robert Darniche
Robert Darniche est un résistant français né à Loubens le 23 juillet 1910 et mort torturé au fort du Hâ le 8 août 1944.

## Biographie
Robert Darniche naît le 23 juillet 1910 à Loubens, au Sud-Est de la Gironde. Il s’engage dans la résistance contre l’occupant dès 1940. Il obtient un grade de lieutenant et commande le corps franc de l’armée secrète dans la région de Monségur. Il est un des coordinateurs du réseau Hilaire-Wheelwright en Gironde. Entre 1940 et 1944, il est arrêté une fois mais libéré.
Dans la nuit du 2 au 3 août 1944, Darniche déterre avec d’autres résistants des armes cachées depuis un an à Monségur, au domicile de Philippe Ferchaut. Pendant ce temps, des membres de son réseau (Robert Descornes, les frères Gracq et Laveau) roulent vers La Réole dans la Panhard de Darniche pour réquisitionner du bétail. Un détachement allemand les repère à cause du comportement particulier du véhicule et ouvre le feu : les résistants font demi-tour vers Monségur et se séparent. Descornes qui tente de traverser la Drot à la nage est abattu. Tous les habitants de la commune sont regroupés sous les halles. 500 soldats allemands menacent d'exécuter tous les otages si le propriétaire du véhicule, Darniche, ne se rend pas. Alors caché au sous-sol de son café, il se livre à l'armée allemande et, à l’hôtel Baud, il est interrogé et torturé pendant trois heures durant lesquelles la population l'entend hurler. Il est ensuite transféré au fort du Hâ à Bordeaux où il meurt de ses blessures 5 jours plus tard, le 8 août 1944.

## Hommages
- Place Robert Darniche, Monségur[3].
- Nom gravé sur le monument aux morts de Monségur et sur le Mémorial du Grand Orient de France à Paris.
- Rassemblement du souvenir chaque 3 août à Monségur[4].